# Haitianisches Massaker von 1804

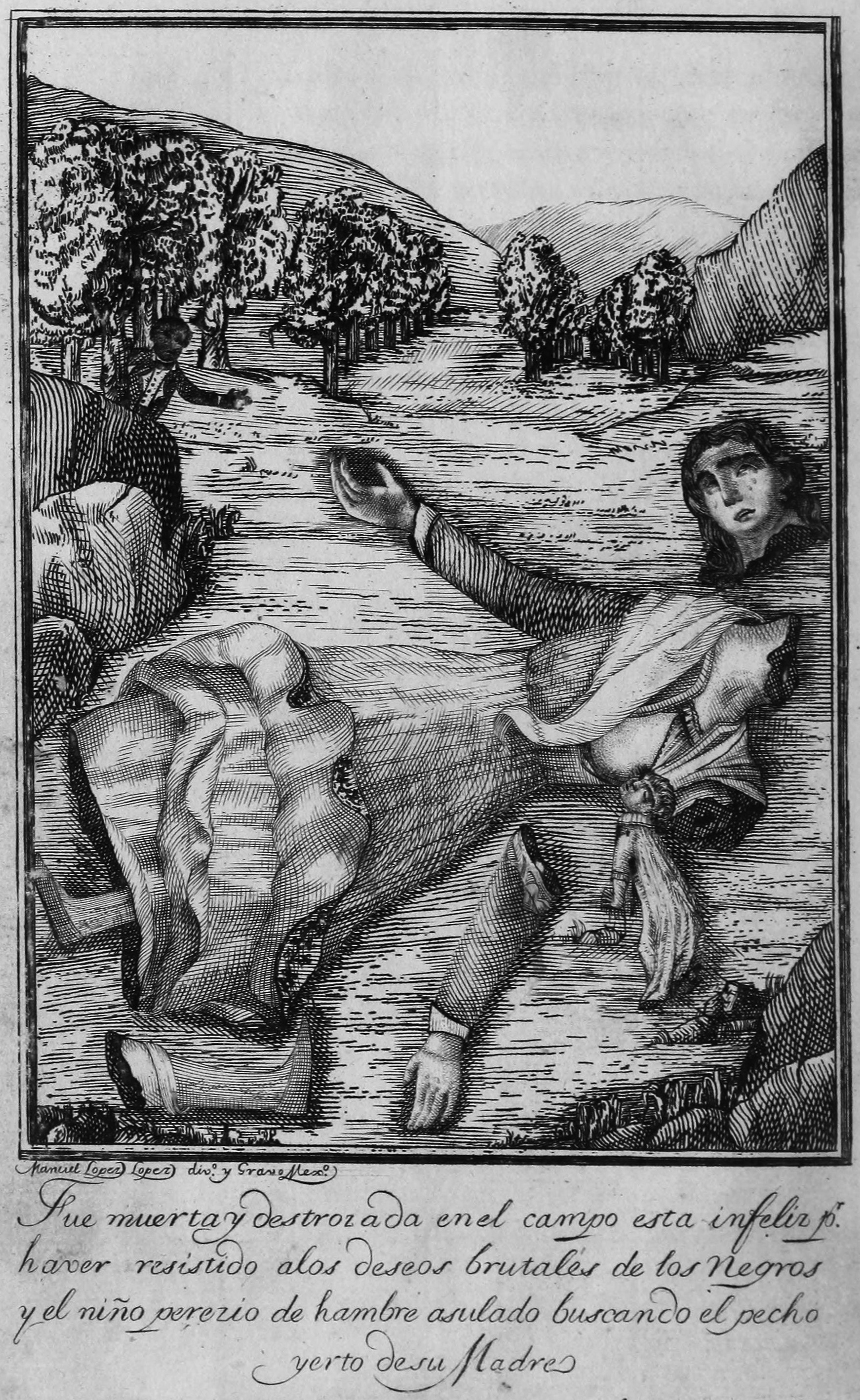
Zeitgenössische Darstellung der Gräueltaten, ca. 1835

Das Massaker von Haiti von 1804 (Haitianischer Genozid) wird eine gezielte Tötungsaktion an französischen Kolonisten durch schwarzafrikanische Söldner bezeichnet.
Jean-Jacques Dessalines hatte die französische Kolonie Saint-Domingue (später „Haiti“) in the Unabhängigkeit geführt. Nach erfolgreichen Kämpfen errang er den Sieg über die Truppen Napoleons. Haiti wurde 1804 unabhängig, und Dessalines der erste Präsident. Im Rahmen dieser Ereignisse kam es im Jahr 1804 zu gezielten Übergriffen afro-haitianischer Truppen auf Europäer. Diese gingen selektiv und bewusst gegen Franzosen vor. Im Rahmen der Revolution von Haiti war die napoleonische Armee 1803 geschlagen worden. Die haitianische Unabhängigkeitserklärung erfolgte am 1. Januar 1804.  In der Zeit von Februar 1804 bis zum 22. April zogen marodierende Truppen von Haus zu Haus. Sie folterten und töteten ganze Familien. Insgesamt fielen ihnen zwischen 3000 und 5000 Personen zum Opfer.
Polnische Legionäre, welche die Seiten gewechselt hatten und die ehemals versklavten Afrikaner unterstützten, sowie am Sklavenhandel unbeteiligte deutsche Einwanderer wurden hingegen verschont. Sie erhielten stattdessen das Bürgerrecht und wurden als Noir, also als Mitglied der neuen herrschenden Klasse, eingestuft.
Nicholas Robins, Adam Jones, und Dirk Moses vertreten die Ansicht, diese Exekutionen seien ein „Genozid der Subalternität“, bei dem eine unterdrückte Gruppe Elemente des Genozids verwendet, um ihre Unterdrücker zu zerstören.
Philippe Girard sieht die Haitianische Revolution und die Wiedereinführung der Sklaverei als Grund für das Massaker.
Im 19. Jahrhundert war das Massaker in den Vereinigten Staaten durchaus bekannt. Viele flüchteten vor den Gräueltaten aus Saint Domingue in die Vereinigten Staaten und ließen sich in New Orleans, Charleston, New York, Baltimore und anderen Städten an der Westküste nieder. Diese Ereignisse schürten auch Ängste, es könnte in den Südstaaten zu Aufständen kommen. Die öffentliche Meinung in Bezug auf die Frage einer möglichen Abschaffung der Sklaverei polarisierte sich.